# 朗杜河
朗杜河（法語：Lendou，法語發音：[lɑ̃du]）是法国奧克西塔尼大區洛特省与塔恩-加龙省的河流，是巴格洛内特河的左支流，长30.5千米，发源自洛斯皮塔莱，于圣阿芒德佩拉加勒流入巴格洛内特河。